# Siemens Open 1998
Il Siemens Open 1998 è stato un torneo di tennis facente parte della categoria ATP Challenger Series nell'ambito dell'ATP Challenger Series 1998. Il torneo si è giocato a Scheveningen nei Paesi Bassi dal 27 luglio al 2 agosto 1998 su campi in terra rossa.

## Vincitori

### Singolare
Younes El Aynaoui ha battuto in finale  Martin Rodriguez con il punteggio di 6–3, 6–1

### Doppio
Agustín Calleri /  Tobias Hildebrand hanno battuto in finale  Sebastián Prieto /  Martin Rodriguez con il punteggio di 6–2, 3–6, 6–2